# Окръжност на Ойлер
Окръжността на Ойлер или окръжността на деветте точки е окръжност, която минава през девет характерни точки за всеки триъгълник, от които по-съществени са средите на трите страни и петите на височините на триъгълника. Открита е от швейцарския математик Леонард Ойлер. Известна е и като окръжност на Фойербах, който открива част от свойствата ѝ.

## Основно свойство
Окръжността на Ойлер минава през следните девет точки:
- петите на височините на триъгълника,
- средите на страните,
- средите на отсечките с краища върховете на триъгълника и ортоцентъра му (съгласно Теоремата на Фойербах).[2]

Центърът на окръжността на Ойлер е средата на отсечката с краища ортоцентъра и центъра на описаната окръжност. Радиусът на окръжността на Ойлер е половината от радиуса на описаната окръжност.

### Доказателство
Нека точките D, E и F са средите съответно на BC, AC и AB; точките G, H и I са петите на височините съответно от A, B и C; J, K и L са съответно средите на AS, BS и CS, където S е ортоцентърът, O е центърът на описаната окръжност.
Нека опишем окръжност около ΔDEF. Ще докажем, че останалите точки лежат да тази окръжност, а след това, че центърът ѝ е средата на отсечката SO.
DF – средна отсечка => DF||AC, DE – средна отсечка => DE||AB; => AEDF – успоредник. ΔAIC – правоъгълен => IE = AE = CE
От друга страна AE = DF, => IE = FD, => IFDE – равнобедрен трапец => около него може да се опише окръжност.
Аналогично можем да докажем, че всички пети на височините лежат на описаната около ΔDEF окръжност.
Следващата стъпка е да докажем, че J, K и L също лежат на описаната около ΔDEF окръжност.
JF – средна отсечка в ΔABS => JF||BH
Освен това FD – средна отсечка в ΔABC => FD||AC
=> ∠(JF;DF) = ∠(BH;AC) = 90⁰
∠JGD = 90⁰ => JD се вижда от F и от G под 90° => J ∈ описаната около ΔDFG окръжност т.е. на „заформящата се“ окръжност на Ойлер.
Аналогично можем да докажем, че K и L също лежат на тази окръжност.
Остава само да докажем, че центърът на тази окръжност е средата на SО.
Нека симетралите на IF и GD пресичат IF и GD съответно в точките X и Y.
OD и OF са радиуси, перпендикулярни на хордите => OD||SG и OF||SI => IFOS и ODGS са трапеци.
Симетралите на IF и GD са перпендикулярни и разполовяват съответно IF и GD => и двете минават през т. O1 (средата на OS).
XO1- средна отсечка в трапеца IFOS => O1 – среда на OS.
J е среда на AS, а O1 e среда на OS => JO1 е средна отсечка в ΔASO, т.е. JO1 = AO/2, където JO1 е радиусът на Ойлеровата окръжност, а AO – на описаната окръжност.

## Други свойства
- Центърът на окръжността на Ойлер лежи на Ойлеровата права.
- Окръжността на Ойлер се допира до вписаната окръжност и до трите външно вписани окръжности на триъгълника.[1]